# جمعية نقاد السينما في لوس أنجلوس
جمعية نقاد السينما في لوس انجلوس و اختصارها ("LAFCA") تأسست في عام 1975م. وهي تقدم جوائز سنوية لأعضاء صناعة السينما الذين تميزوا في مجالاتهم. ويتم تقديم هذه الجوائز في شهر يناير مباشرة بعد انتهاء السنة. الفائزون بجوائز "LAFCA" وجوائز الجولدن جلوب موعودين بحظوظ أكبر في ترشيحات وربما في نيل جوائز الأوسكار.

## الجوائز

### الفئات
- أفضل ممثل
- أفضل ممثلة
- أفضل فيلم رسوم متحركة
- أفضل مخرج
- أفضل فيلم وثائقي
- أفضل فيلم
- أفضل فيلم أجنبي
- أفضل ممثل مساعد
- أفضل ممثلة مساعدة

## وصلات خارجية
- الموقع الرسمي.